# Белоярский (Свердловская область)
Белоя́рский — посёлок городского типа в Свердловской области России, административный центр Белоярского района и Белоярского муниципального округа. Один из самых больших посёлков области.

## Население
| 1873    | 1959    | 1970    | 1979    | 1989    | 2002    | 2009    | 2010    | 2011    |
| ------- | ------- | ------- | ------- | ------- | ------- | ------- | ------- | ------- |
| 673     | ↗9726   | ↗12 669 | ↗13 949 | ↘13 711 | ↘12 645 | ↗12 797 | ↘12 615 | ↘12 571 |
| 2012    | 2013    | 2014    | 2015    | 2016    | 2017    | 2018    | 2018    | 2019    |
| ↘12 232 | ↘12 131 | ↘12 085 | ↗12 087 | ↘11 915 | ↗11 972 | ↘11 875 | →11 875 | ↘11 832 |
| 2020    | 2021    | 2023    |         |         |         |         |         |         |
| ↘11 499 | ↗13 293 | ↘13 030 |         |         |         |         |         |         |

По численности населения Белоярский является вторым в Свердловской области посёлком городского типа, уступая по этому показателю лишь Рефтинскому и опережая несколько городов Урала.

## География
Белоярский расположен в южной части Свердловской области, в 45 километрах восточнее Екатеринбурга, на реке Пышме, чуть ниже Белоярского водохранилища по течению. С физико-географической точки зрения6 посёлок находится на Среднем Урале, приблизительно в 70-80 километрах к востоку от Уральского хребта. Рельеф местности переходный от горно-холмистого к равнинному.
Большая часть Белоярского вытянута вдоль автодороги Екатеринбург — Тюмень (часть федеральной автомагистрали М12 «Восток»), проходящей в основном в широтном направлении. В народе данную автодорогу называют Сибирским трактом. Длина участка Сибирского тракта в границах Белоярского — 8 километров. Данная часть посёлка находится на правом берегу Пышмы и граничит на западе с селом Мезенским. Вокруг Белоярского строится объездная автодорога. Вдоль левого берега Пышмы протянулась северо-западная часть Белоярского, который граничит в данной местности с деревней Бояркой и городом Заречным. На юге Белоярского проходит железная дорога Екатеринбург — Тюмень (часть Транссибирской магистрали). Здесь расположена станция Баженово, вокруг которой располагается южная часть посёлка, связанная с его центром двумя улицами. В районе Баженова от Транссиба есть ответвление на север, в сторону города Асбеста. В северо-западной части посёлка Белоярского, между микрорайонами Мельзавод и Фабрика, на данном ответвлении находится остановочный пункт Белоярский.
К северо-западу от посёлка Белоярского, на восточном берегу Белоярского водохранилища, находится город Заречный. Он вырос из небольшого рабочего посёлка, находившегося ранее в подчинении Белоярскому району. В Заречном находится Белоярская АЭС, питающая электроэнергией Урал.

## Административное и муниципальное устройство
С точки зрения административно-территориального устройства Свердловской области, пгт Белоярский является административным центром Белоярского района — административно-территориальной единицы второго уровня. Всего в состав района входят 46 населённых пунктов.
С точки зрения муниципального устройства, пгт Белоярский является административным центром Белоярского муниципального округа. В состав муниципального образования входят все населённые пункты Белоярского района, за исключением пгт Верхнее Дуброво, образующего самостоятельное муниципальное образование. В начале 1990-х годов из состава района в качестве самостоятельных административно-территориальных единиц выделены ЗАТО посёлок Уральский и город Заречный.
В составе данных территориальных образований Белоярский входит в  Южный управленческий округ, административным центром которого является город Каменск-Уральский.

## История

### Русское царство
В 1687 году верхотурскими боярами Фёдором и Иваном Томиловыми основана Белоярская Слобода. Первопоселенцами Белоярской слободы были крестьяне Ирбитской, Невьянской, Арамашевской и Белослудской слобод. Причиной переселения для многих из них было истощение земель на прежних местах их пребывания. Название слободы объясняется наличием отвесного яра (обрывистого и не затопляемого в половодье берега) по правому берегу реки Пышмы, усеянному на поверхности белыми мелкими камнями.
В 1695 году в слободе был построен острог, то есть слобода приняла вид укрепленной крепости, окруженной деревянной стеной и надолбами. Острог в Белоярском находился на берегу реки Пышмы. В остроге-крепости имелись разные казённые постройки: судная изба, амбары для хлеба, стояла церковь Николая Чудотворца, дом писаря, приказчика, дома служителей культа, а также жилье беломестных казаков и крестьян.
Белоярская слобода объединяла 20 деревень и до 1700 года входила в Верхотурский уезд. Весной 1700 года слобода была приписана к строительству Невьянского завода и её крестьянское население обязали участвовать в этой работе. В 1719 году дворянин Дмитрий Кухнов провёл опись имущества и перепись населения в остроге, отметив наличие деревянной церкви, судной избы, порохового амбара и двух амбаров с запасами государева хлеба. Вне острога располагались таможня и питейная лавка. Приказчиком слободы в то время был Иван Томилов, а командиром острога — дворянин Корнилов. В самом остроге жили два писчика (Анциферов и Половоротов), два драгуна, беломестный казак, православный священник; имелось также четыре крестьянских двора.

### Российская империя
В 1718—1721 годах белоярцы были приписаны к Уктусскому заводу, а в 1758 году — к Верх-Исетскому заводу, что вызвало волнение, сопровождавшиеся отказом ходить на работы. Коллективными усилиями была составлена жалоба на имя заводского приказчика Шипунова, направленная в главную контору заводов Урала и в контору земского суда. Данные действия жителей слободы были восприняты как бунт, а для его усмирения с завода был прислан отряд солдат, не сумевший добиться особых успехов и вынужденный ретироваться обратно. Летом 1762 года силами отряда поручика И. Порецкого местные жители были принуждены подчиниться.
Белоярцы приняли активное участие в Пугачёвском восстании 1773—1775 годов. Отряд под руководством старосты Белоярской слободы Федора Кочнева присоединился к армии Пугачёва, однако вскоре они были разгромлены правительственными отрядами.
В 1781 году начал действовать Сибирский тракт, на котором стояла Белоярская Слобода. В 1790 году мимо слободы провезли писателя А. Н. Радищева, свидетельством тому остались строки в его дневнике: «В Белоярском, пошумев с пьяными мужиками, поехали до Косулино. Там стоит на дороге сержант. Дорога идет надвое: на Шадринск и Камышлов… Народ приветлив. Беден. Ходит в лохмотьях…».
В 1822 году в Белоярском был построен трёхпрестольный каменный храм в честь Успения Божией Матери (Успенский храм), входящий в состав Екатеринбургской епархии Русской православной церкви. В 1863 году по неизвестной причине сгорела колокольня этого храма, вследствие чего весь храм был обновлен и вновь освящен. В 1880-х годах Успенский храм был капитально отремонтирован, сделан новый иконостас, а стены храма украшены живописью. В свою очередь, также существовавшая в Белоярском церковь Николая Чудотворца в 1851 году была перенесена в село Мезенское.
По сведениям сборника «Списки населенных мест Российской империи» в Белоярском проживало 339 мужчин и 334 женщины (в соседних деревнях Большая и Крутиха, которые тогда не относились к Белоярскому — 431 мужчина и 461 женщина). В селе располагались церковь, волостное правление, сельское училище и почтовая станция.
В 1885 году близ слободы прошла железная дорога, построена железнодорожная станция Баженово. В марте 1912 года газета «Уральская жизнь» сообщит, что через станцию Баженово «проехал Григорий Распутин к себе домой, тщательно скрывая лицо под широкополой шляпой».
По переписи 1886 года, в селе Белоярском числилось 172 двора с 723 жителями, из них грамотными были 17,7 %. 34 хозяина имели по 15 десятин земли, два — по 20. В то же время 25 беднейших жителей сдавали все свои земельные паи в аренду, ещё 42 двора частично отдавали землю в пользование зажиточным односельчанам. В большинстве дворов имелось по одной или по две лошади. В конце XIX века белоярцы среди прочего занимались извозом, батрачили или причисляли себя к мастеровым (каменщики, плотники, сапожники, кузнецы и др.). Строительство железное дороги привело к тому, что занятие извозом утратило прежнюю доходность для местного населения, и Белоярский превратился в один из самых бедных селений в волости, уступая соседним д. Бутакова, д. Большая, д. Баженова.
В 1886 году в своих фотоснимках село Белоярское запечатлел знаменитый уральский кинооператор и фотограф Вениамин Леонтьевич Метенков, позднее фотоснимок был отпечатан в Стокгольме.
В ноябре 1890 года центральная часть Белоярского была уничтожена пожаром, погорельцы достаточно быстро отстроили новые дома, образовавшие улицу, ныне называемую Милицейской.
В 1896 году в числе первых каменных зданий в Белоярском возводится дом купца Георгия Козьмича Лизунова.
В 1907 году в селе Белоярском товарищество «А. Беленьков и Н. Трутнев» построили первую в округе паровую крупчатную мельницу на реке Пышме. Эта мельница ежегодно перемалывала до 562 500 пудов зерна, а большая часть полученной крупчатки продавалась в Екатеринбурге.
В 1910 году по решению волостного схода в Белоярском решили построить новое здание правления Белоярской волости. Общие затраты составили значительную по тем временам сумму в 11 тысяч рублей. Строительство здания волостного правления было закончено в 1914 году.
В конце декабря 1914 года неподалёку от Белоярского была запущена фабрика по производству асбестового картона, оборудование для которой было закуплено в Германии. Первоначальная производительность предприятия составляла 650—800 кг асбестового картона в сутки. Число рабочих не превышало 50 человек.

### Советский период
18 февраля 1918 года Белоярская волостная Управа была распущена и создан Белоярский волсовет. В 1924 году село Белоярское становится центром Белоярского района в составе Свердловского округа Уральской области. С 1927 года район переименован в Баженовский и просуществовал с этим названием до 1933 года. В соответствии с постановлением ВЦИК от 20 сентября 1933 года Баженовский район упразднён. Его территория подчинена Свердловскому горсовету в составе Третьего Октябрьского района г. Свердловска. На основании постановления ВЦИК от 26 мая 1937 года и постановление Президиума Свердловского облисполкома от 10 августа 1937 года был образован Белоярский район.
В годы Великой Отечественной войны местный райвоенкомат, располагавшийся в Белоярском, призвал в армию 7400 человек, из них более половины — 3811 бойцов — не вернулось домой. Шестеро белоярцев удостоены звания Героя Советского Союза. Героями войны стали С. К. Ананьин, В. А. Изматдинов, В. П. Налобин, М. М. Едомин, П. А. Сысоев.
Колхоз села Белоярского «Яровой колос» в 1941 году передал 50 центнеров своего зерна на строительство танковой колонны «Белоярский колхозник». В годы войны в селе пребывала так называемая государственная заводская конюшня, где готовили лошадей для нужд фронта. Всего на фронт было отправлено более 400 лошадей.
14 августа 1959 года решением Свердловского облисполкома № 616 село Белоярское отнесено к категории рабочих посёлков с включением в его черту деревень Бутаковой, Большой и Баженовой.
В 1962 году в черту рабочего посёлка Белоярского включены деревня Крутиха, относившаяся к Ялунинскому сельскому совету, и посёлок Мельзавода № 5.

### Современная Россия
С 1 октября 2017 года согласно областному закону N 35-ОЗ статус изменён с рабочего посёлка на посёлок городского типа (без уточнения вида).

## Инфраструктура

### Общие сведения
В Белоярском есть районное управление полиции, пожарная часть, газовая служба, отделения «Почты России» и Сбербанка и несколько других банков.

### Культура, образование и спорт
В посёлке работают дворец культуры, Белоярская центральная районная библиотека, «Центр развития образования БГО», «Детско-юношеский центр», спортшкола, три средние школы (NN 1, 18, 96), вечерняя школа, музыкальная школа, 1 колледж (Белоярский многопрофильный техникум, имеется филиал в Заречном) 12 детских садов и небольшой стадион.

### Религия
- Православный храм во имя Успения Божией Матери
- Церковь «Благословение» (ХВЕ)

### Медицина
Районная больница, две поликлиники (взрослая и детская), станция скорой помощи и санаторий.

## Промышленность
Большинство жителей работают в соседнем городе Заречном (в основном на Белоярской АЭС) или областном городе Екатеринбурге.
Предприятия в черте посёлка:
- ООО «Универсальные технологии»,
- МБУ «Мемориал»,
- ООО «АГРОСЕРВИС»,
- ЗАО «Белоярские Энергосистемы»,
- ОАО «БЭИЗ»,
- ООО «Белый Яр»,
- ООО «Бодайбо»,
- ЗАО "Торговый дом «Элкаб»,
- ООО «КЭС»,
- ООО "ПО «Спектр»,
- ООО «ЭлектроТехСоюз»,
- ООО «Ландыш ЛТД»,
- ООО «Сталь-Сервис»,
- ООО «УОЗ»,
- ООО «НОВОДЕНТ».
- ООО «Чёрное и белое».

## Транспорт
До посёлка можно добраться на автобусе или электричке (железнодорожная станция Баженово) из Екатеринбурга, Заречного, Каменска-Уральского, Богдановича и Камышлова.
Внутренний общественный транспорт представлен одним автобусным маршрутом.

## СМИ
Газета «Новое Знамя». История газеты начинается с 1 апреля 1930 года. В то время газета имела другое название: «Баженовский колхозник» (выходила в свет три раза в месяц). В 1937 году на базе «Баженовского колхозника» было образовано издание «Сталинский путь». В то время газета являлась печатным органом районного Комитета коммунистической партии Советского Союза.
В 1960-е годы газета вновь была переименована. В этот раз в её названии уже присутствовало «Знамя», и называлась газета «Красное Знамя». Правда, под таким названием она просуществовала недолго: в апреле 1962 года на базе Белоярской, Сысертской, Полевской, Асбестовской и других газет появилась газета «Маяк». Но уже на следующий год Белоярский район вновь обрёл свою газету, газету «Знамя».
К 1969 году тираж газеты «Знамя» достигал уже 10 000 экземпляров. В этом была большая заслуга редакционного коллектива, который работал в газете в то время.
В 2004 году к названию «Знамени» прибавляется ещё одно слово — «Новое». Так у газеты появилось название, которое она носит до сих пор.